# Polystemma guatemalense
Polystemma guatemalense là một loài thực vật có hoa trong họ La bố ma. Loài này được (Schltr.) W.D. Stevens mô tả khoa học đầu tiên năm 2005.